# Liste der Baudenkmäler in Obergriesbach
Auf dieser Seite sind die Baudenkmäler in der schwäbischen Gemeinde Obergriesbach zusammengestellt. Diese Tabelle ist eine Teilliste der Liste der Baudenkmäler in Bayern. Grundlage ist die Bayerische Denkmalliste, die auf Basis des Bayerischen Denkmalschutzgesetzes vom 1. Oktober 1973 erstmals erstellt wurde und seither durch das Bayerische Landesamt für Denkmalpflege geführt wird. Die folgenden Angaben ersetzen nicht die rechtsverbindliche Auskunft der Denkmalschutzbehörde.

## Baudenkmäler nach Ortsteilen

### Obergriesbach
| Lage                                                                                 | Objekt                                                            | Beschreibung | Akten-Nr.    | Bild                                                              |
| ------------------------------------------------------------------------------------ | ----------------------------------------------------------------- | --- | ------------ | ----------------------------------------------------------------- |
| Schloßstraße 20 (Standort)                                                           | Sogenanntes Jägerhaus                                             | langgestreckter, zweigeschossiger Walmdachbau, im Kern 1. Hälfte 18. Jahrhundert, äußere Erscheinung Anfang 20. Jahrhundert                                                                        | D-7-71-149-2 | weitere Bilder                                                    |
| Stefanstraße 5 (Standort)                                                            | Katholische Pfarrkirche St. Stephan                               | neubarocker, pilastergegliederter Saalbau mit flacher Stichkappentonne und eingezogenem Chor, nördlicher Zwiebelturm, 1907/08, Turmunterbau wohl 15. Jahrhundert, 1749 ff. erhöht; mit Ausstattung | D-7-71-149-1 | weitere Bilder                                                    |
| Nähe Bahnlinie (östlich des Ortes an der Straße von Dasing nach Sulzbach) (Standort) | Katholische Kapelle Unserer Lieben Frau ob der Au, sog. Aukapelle | pilastergegliederter Saalbau mit flacher Stichkappentonne und halbrundem Schluss, Außenbau mit Lisenengliederung und Dachreiter, 1714, 1737 erweitert; mit Ausstattung;                            | D-7-71-149-3 | Katholische Kapelle Unserer Lieben Frau ob der Au, sog. Aukapelle |

### Zahling
| Lage                           | Objekt                                       | Beschreibung                                                                                                   | Akten-Nr.    | Bild           |
| ------------------------------ | -------------------------------------------- | --- | ------------ | -------------- |
| Augsburger Straße 1 (Standort) | Katholische Pfarrkirche St. Gregor der Große | flachgedeckter Saalbau mit eingezogenem Chor, östlicher Zwiebelturm, 1778 ff., erweitert 1871; mit Ausstattung | D-7-71-149-5 | weitere Bilder |
| Rosenweg 1 (Standort)          | Bauernhaus                                   | erdgeschossiger Schopfwalmdachbau mit Kniestock, Zwerchgiebel und Sterntüre, Ende 19. Jahrhundert              | D-7-71-149-7 | Bauernhaus     |